# 63145 Choemuseon
63145 Choemuseon è un asteroide della fascia principale. Scoperto nel 2000, presenta un'orbita caratterizzata da un semiasse maggiore pari a 3,2011491 UA e da un'eccentricità di 0,1492686, inclinata di 2,30905° rispetto all'eclittica.
L'asteroide è dedicato allo scienziato coreano del Medioevo Choe Museon.